# Mataeopsephus nitidipennis
Mataeopsephus nitidipennis is een keversoort uit de familie keikevers (Psephenidae). De wetenschappelijke naam van de soort werd in 1876 gepubliceerd door Charles Owen Waterhouse.